# Guardia Nacional de Ucrania
La Guardia Nacional de Ucrania (en ucraniano: Національна гвардія України, romanización: Natsional'na hvardia Ukraïny, o NGU) es la fuerza de reserva de las Fuerzas Armadas ucranianas bajo jurisdicción directa del Ministerio del Interior. 
La Guardia Nacional fue originalmente creada el 4 de noviembre de 1991, justo después de que Ucrania ganara su independencia, bajo la supervisión directa de la Rada Suprema. Sin embargo, nueve años después fue disuelta dentro de un programa de recorte de gastos del presidente Leonid Kuchma. Después de esta primera y efímera existencia, la Guardia Nacional fue restablecida otra vez en 2014, principalmente sobre la base de las antiguas milicias del movimiento Euromaidán. Este restablecimiento se produjo en medio de las crecientes tensiones en Ucrania causadas por la intervención militar rusa en Crimea.

## Historia
La Guardia Nacional fue originalmente creada el 4 de noviembre de 1991, aunque tuvo una corta existencia ya que sería disuelta el 11 de enero de 2000. A pesar de su corta existencia, durante la primavera y el verano de 1992 la entonces recién creada Guardia nacional se vio implicada indirectamente en el Conflicto transnistrio, ayudando a defender la frontera contra un posible desbordamiento del conflicto que amenazara a Ucrania. Posteriormente, hasta 1998, unidades de la Guardia Nacional ejercieron el papel de guardias fronterizos en las operaciones de lucha contra el contrabando que se llevaron a cabo en la frontera con Transnistria y Moldavia.
Después de su disolución, en 2008 un intento del Presidente Yushchenko de restaurar la antigua milicia fue bloqueado por los parlamentarios en la "Rada", aunque finalmente sería restaurada tras el comienzo de la Crisis de Crimea de 2014.

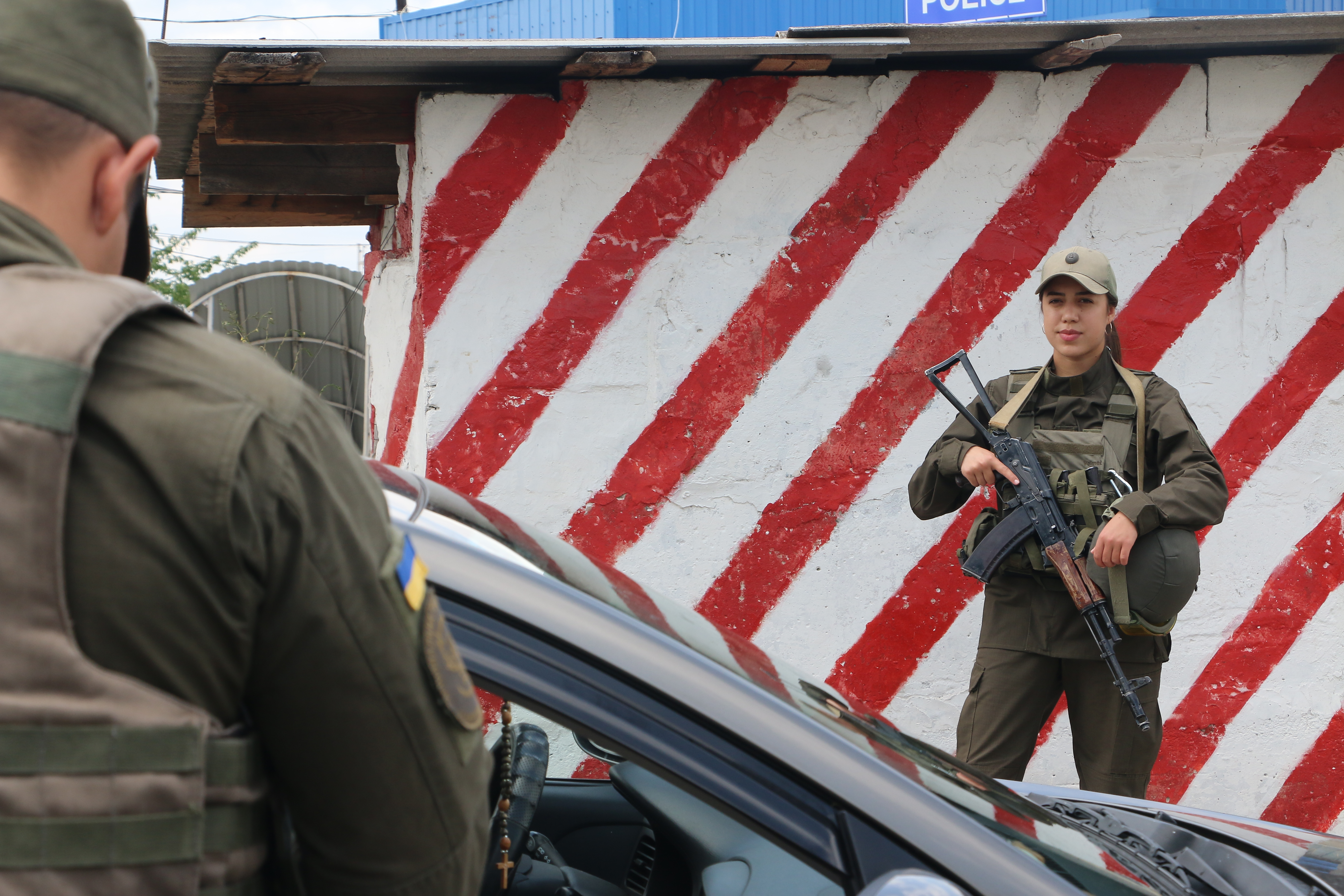
Mujer soldado de la NGU en un puesto de control

En 2014 la Guardia Nacional fue refundada en parte sobre la base de las llamadas "tropas ucranianas de interior", aunque un porcentaje importante también estaría formado por plantillas procedentes de milicias y grupos armados procedentes del movimiento "Euromaidán". Sin embargo, estos planes se han topado en parte con la resistencia algunos grupos del Euromaidán, que no quieren renunciar a sus armas o de otro modo quedar subordinados al control del gobierno. Por este motivo, las autoridades ucranianos también sopesaron la posibilidad del reclutamiento directo, y a tal efecto el gobierno Yatsenyuk anunció el 16 de marzo de 2014 nuevos planes para el reclutamiento de 10.000 efectivos para la Guardia Nacional.

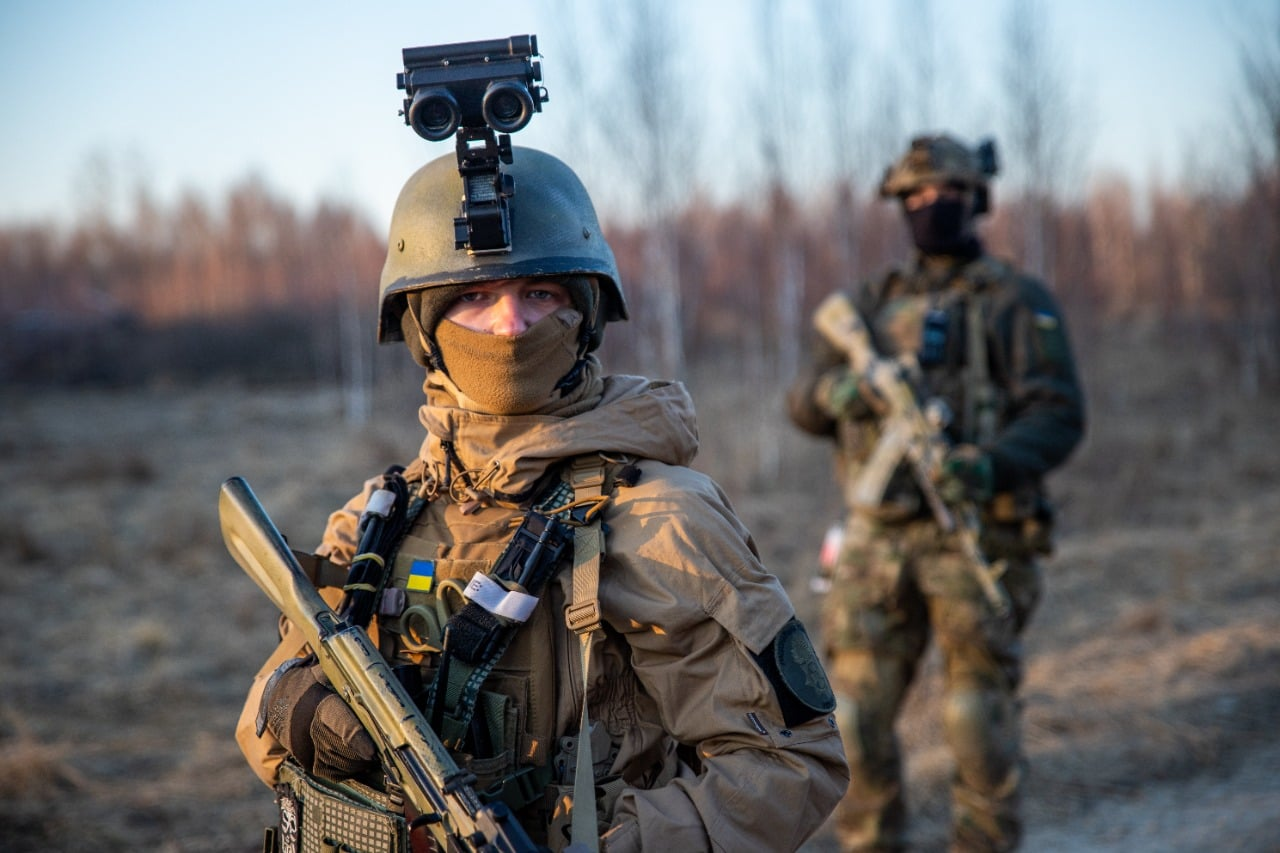
Soldados de la Guardia Nacional de Ucrania en 2022

## Principales funciones y tareas
De acuerdo con la Ley de Ucrania "Sobre la Guardia Nacional de Ucrania" (incluyendo los cambios introducidos por la Ley número 920-VIII de 12/24/2015 - en cursiva) de la Guardia Nacional de Ucrania:
- Proporcionar protección y la protección de la vida, los derechos, las libertades y los intereses legítimos de los ciudadanos, la sociedad y el estado de las invasiones ilegales criminales y otros y proteger el sistema constitucional de Ucrania, su integridad territorial contra los intentos de cambiarlos por la fuerza;
- Participar en garantizar la seguridad pública y el orden público, incluso durante las reuniones, mítines, marchas, manifestaciones y otros eventos;
- Tomar medidas para prevenir, y detectar las infracciones penales (administrativas);
- Garantizar la protección de los bienes protegidos por la Guardia Nacional de Ucrania, proteger la base logística del Ministerio del Interior de Ucrania; proteger las misiones diplomáticas, oficinas consulares de países extranjeros, representantes de organizaciones internacionales en Ucrania;
- Para garantizar la protección de los bienes especiales, incluidos los materiales nucleares durante su transporte por el territorio de Ucrania;
- Para garantizar la protección de los poderes públicos, la aplicación de medidas de protección estatal de las autoridades y funcionarios públicos, así como participar en la protección del orden público durante las visitas oficiales y otras actividades que involucran a funcionarios de Ucrania y los países extranjeros, respecto de la cual la protección del Estado en Ucrania;
- Tomar medidas para frenar las actividades de las formaciones ilegales paramilitares o armadas (grupos), organizaciones terroristas, grupos organizados y las organizaciones criminales;
- Participar en operaciones antiterroristas;
- Tomar medidas para detener a personas sospechosas de haber cometido un delito;
- Para ayudar en las consecuencias de los desastres naturales y de origen humano, el medio ambiente;
- Participar en las actividades relacionadas con el cese de los conflictos armados y otras provocaciones en la frontera del estado;
- Para participar en la cooperación internacional, mantenimiento de la paz y la seguridad internacionales en los tratados internacionales ratificados por la Rada Suprema de Ucrania, en la forma y en los términos que determinen las leyes de Ucrania;
- Participar en el restablecimiento del orden constitucional, perturbado cuando se trata de capturar el poder del Estado o cambiar el orden constitucional por la fuerza, y en la restauración de las autoridades públicas, los gobiernos locales plantearon en la comisión de actos ilícitos, incluidos los basados en los conflictos étnicos y religiosos;
- Mantener o restaurar la ley y el orden en las áreas de situaciones particularmente graves de emergencia de desastres tecnogénicas y naturales (desastres naturales, accidentes, incendios grandes, uso de armas, pandemias etc.), que ponen en peligro las vidas y la salud de grandes sectores de la población;
- Detener las acciones ilegales en caso de captura de objetos o áreas que amenazan la seguridad de los ciudadanos y violan la actividad normal de los gobiernos estatales y locales importantes;
- Enfrentar los disturbios;
- Para formar un período especial de las unidades militares y subdivisiones y proteger objetos de estado importantes, enumerados por el Gabinete de Ministros de Ucrania, productos especiales, incluidos los materiales nucleares durante su transporte por el territorio de Ucrania;
- Para luchar en caso de conflicto armado o amenaza de ataque contra Ucrania;
- Para llevar a cabo la tarea de la defensa territorial;
- Implementar medidas de las condiciones de la ley marcial;
- Participar en detener las acciones ilegales de un grupo de personas bajo custodia, condenado, y en la mitigación de los centros de detención, penal;
- Convoy de las personas detenidas y / o condenadas a penas de prisión, el Tribunal Supremo de Ucrania, el Alto Tribunal Especializado de Ucrania en lo Civil y las causas penales, los tribunales de apelación para los casos civiles y penales, los tribunales locales, listados por el Ministro del Interior de Ucrania y las instituciones penales apropiadas, la detención (excepto tintineo) y los centros de detención, y el guardia en la sala del tribunal;
- Convoy de las personas detenidas y / o condenadas a prisión durante su extradición;
- Para participar en la investigación, el procesamiento y la detención de las personas detenidas, las personas condenadas a prisión o arresto, que se escapó de la custodia.

La Guardia Nacional de Ucrania es el tema principal de la terminación de los disturbios. En la aplicación de medidas para poner fin a los disturbios la Guardia Nacional de Ucrania coordina las actividades de las fuerzas y los medios de las fuerzas del orden que participan en la terminación de estas acciones ilegales.

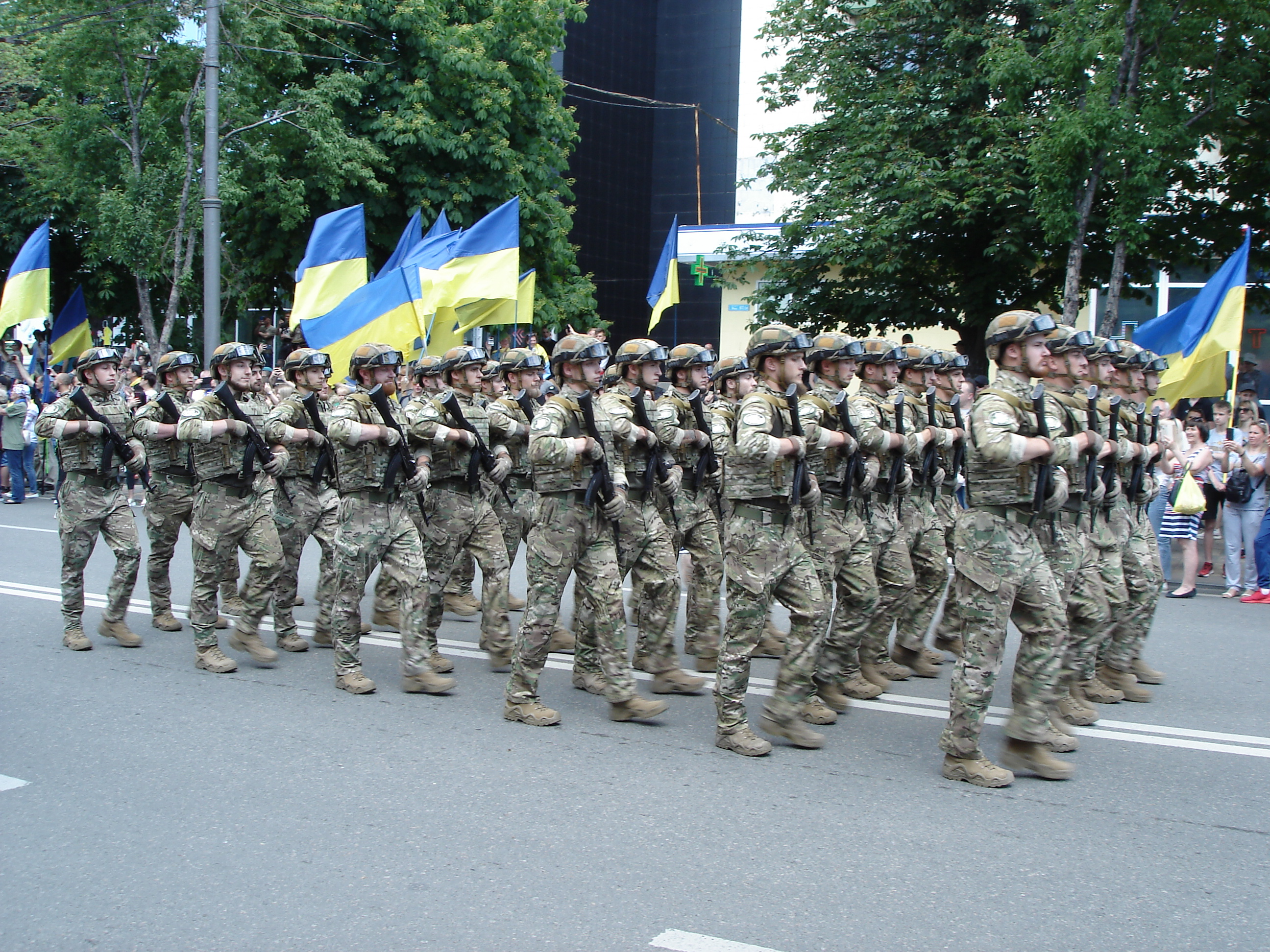
Soldados del Batallón Azov de la Guardia Nacional en un desfile militar

## La Guardia Nacional de Ucrania durante la ley marcial
- Desde la introducción en Ucrania del régimen jurídico de la ley marcial la Guardia Nacional de Ucrania a las tareas de la defensa nacional subordinada al Ministerio de Defensa de Ucrania. (Art. 1.6 de la Ley de Ucrania "Sobre la Guardia Nacional de Ucrania", en su versión modificada por la Ley № 920-VIII de 12/24/2015)

- Las unidades militares (unidades) que realizan las funciones de la caravana, la extradición y la protección de los acusados durante la ley marcial permanecen subordinados al Ministerio del Interior de Ucrania. (P. 2.3 Sección VIII de la Ley de Ucrania "Sobre la Guardia Nacional de Ucrania", en su versión modificada por la Ley № 920-VIII de 12/24/2015)

## Comandantes
- Teniente General Volodymyr Kukharets[6] (1991-1995)
- Teniente General Oleksandr Kuzmuk[7] (1995-1996)
- Teniente General Ihor Valkiv[8] (1996-1998)
- Teniente General Oleksandr Chapovsky[9] (1998-2000)
- Teniente General Stepan Poltorak (2014-2015)
- Teniente General Yuri Allerov (2015-presente)